# Imotski (kulturno-povijesna cjelina)
Kulturno-povijesna cjelina grada Imotskoga, kulturno-povijesna cjelina, Imotski, zaštićeno kulturno dobro.

## Opis dobra
Nad Imotskim poljem, pod tvrđavom Topanom, na obroncima brda Podi, smjestio se grad Imotski. Grad se razvija od srednjeg vijeka na ovamo, a ubrzani razvitak doživljava tijekom 19. i početkom 20. stoljeća kada se urbanistički oblikuje. Urbanističku strukturu čine dvije uzdužne ulice u smjeru istok-zapad, dva trga i niz vertikalnih, stepenastih komunikacija. Uz reprezentativne kuće od kojih neke imaju obilježja neostilova i secesije, nosioci specifičnog karaktera povijesne jezgre su i objekti skromnije graditeljske vrijednosti građeni u tradiciji lokalne pučke gradnje. Unatoč pojedinim devastacijama, cjelina ima očuvanu povijesnu strukturu.

## Zaštita
Pod oznakom Z-5355 zavedena je kao nepokretno kulturno dobro - kulturno-povijesna cjelina, pravna statusa zaštićena kulturnog dobra, klasificirano kao "kulturno-povijesna cjelina".